# Royal Geographical Society
La Royal Geographical Society és una institució britànica fundada en 1830 amb el nom de Geographical Society of London per al desenvolupament de la ciència geogràfica, sota el patronatge de Guillem IV d'Anglaterra. Va absorbir l'Association for Promoting the Discovery of the Interior Parts of Africa —també coneguda com l'Associació Africana —(fundada per Sir Joseph Banks el 1788), la Raleigh Club i la Palestine Association, integrada el 1834. La reina Victòria li va concedir el títol de "reial" el 1859.

## Història

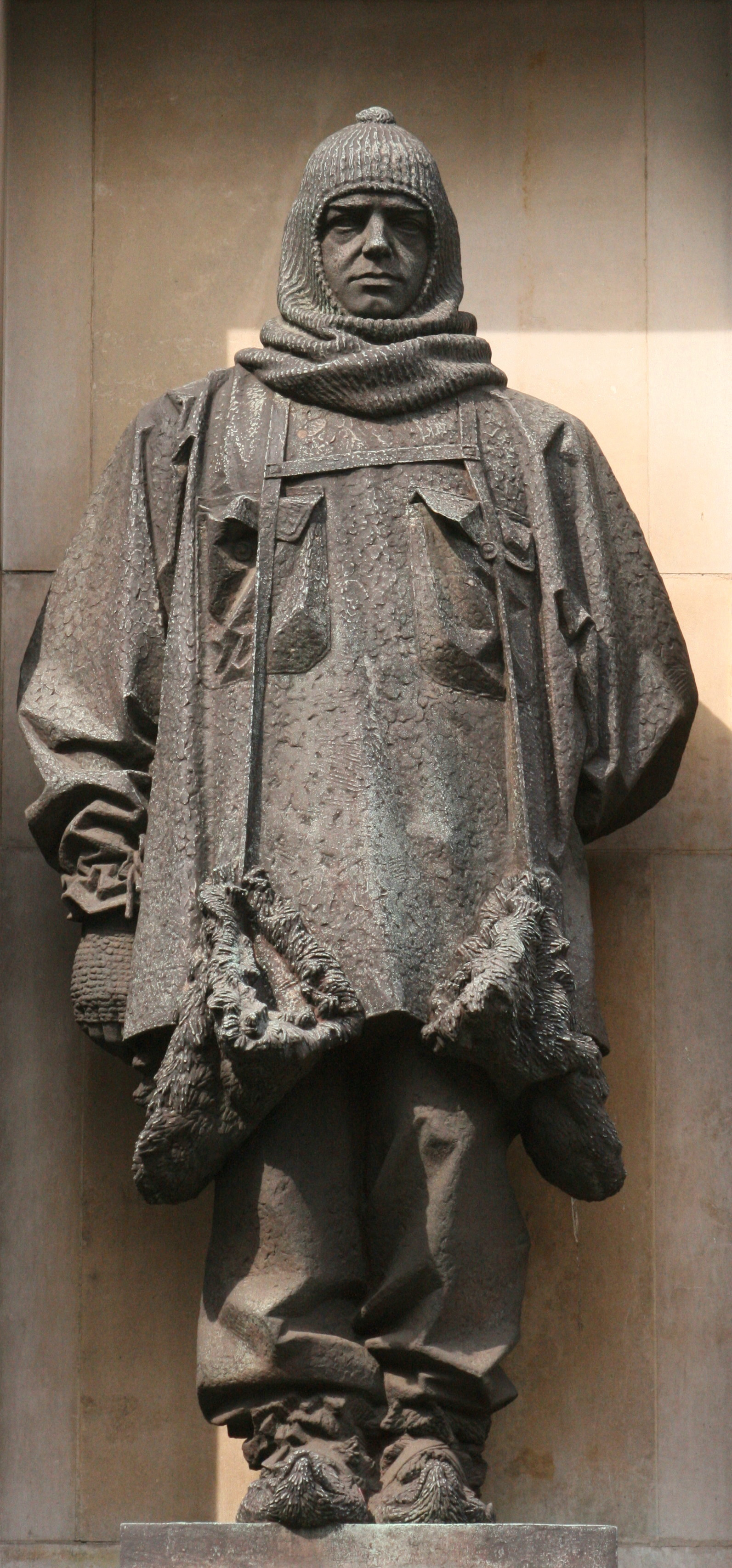
Estàtua de Shackleton obra de Charles Sargeant Jagger a l'exterior de la seu de la societat.

Entre els membres fundadors de la Societat trobem a Sir John Barrow, Sir John Franklin i Francis Beaufort. Ha estat clau el suport i la participació de coneguts exploradors i expedicionaris, com ara:
- Charles Darwin
- James Kingston Tuckey
- David Livingstone
- William Ogilvie
- Robert Falcon Scott
- Richard Francis Burton
- John Hanning Speke
- George W. Hayward
- Henry Morton Stanley
- Ernest Shackleton
- Sir Edmund Hillary

Des de mitjan segle xix fins al final de la Primera Guerra Mundial, les expedicions patrocinades per la Royal Geographical Society varen ser portada de diaris i les opinions dels seus president i membres eren àvidament cercades pels periodistes i informadors.
Avui en dia, la Societat lidera el centre mundial del coneixement geogràfic -suport a l'educació, ensenyament, recerca i expedicions científiques, així com la promoció pública per a entendre i gaudir amb la geografia. És membre del Science Council. La Societat s'ha fusionat amb l'Institut de Geògrafs Britànics (Institute of British Geographers). la seu de la Societat és a Lowther Lodge a Kensington (barri de Londres).

## Consell
La Societat està governada pel Junta d'Administradors anomenada el Consell, dirigit pel seu President. Els membres del Consell i el President són elegits entre els Socis. El consell està format per 25 membres, 22 dels quals són elegits pels Socis i amb una durada de tres anys. A més dels membres electes, hi ha membres honoraris (inclòs el Duc de Kent com a President Honorari i Michael Palin com a Vicepresident Honorari). Els membres honoraris formen part del Consell.

## Comitès
La Societat té cinc comitès especialitzats en:
- Comitè d'Educació
- Comitè de Recerca
- Comitè d'Expedicions i treballs de camp
- Comitè de Recursos d'Informació
- Comitè de Finances

## Llista dels principals expresidents
- Frederick John Robinson, 1st Viscount GoderichThe Earl of Ripon (1830-1833)
- Sir Roderick Murchison (1851-1853)
- Sir Henry Creswicke Rawlinson (1871-1873 i 1874-1876)
- Sir Clements Robert Markham (1893-1905)
- Sir George Taubman Goldie (1905-1908)
- Major Leonard Darwin (1905-1911)
- Colonel Colonel Sir Thomas Hungerford Holdich (1919-1922)
- Sir James Wordie
- Lord Shackleton (1971-1974)
- Sir Crispin Tickell (1989-1993)
- Earl Jellicoe (1993-1997)
- Earl of Selborne (1997-2000)